# Roadien
Guadalupien inférieur
Stratigraphie
Koungourien Wordien
Cisuralien
À l'échelle des temps géologiques, le Roadien est un étage du Permien. C'est la plus ancienne des trois subdivisions de l'époque du Guadalupien. Le Roadien a eu lieu il y a entre 272,95 ± 0,11 et 268,8 ± 0,5 millions d'années (Ma). Il est précédé par le Kungurien et suivi par le Wordien,.

## Stratigraphie
L'étage Wordien a été introduit dans la littérature scientifique en 1916 et doit son nom à la Formation de Word dans le bassin permien nord-américain. En 1961, l'échelle des temps géologiques utilisée pour le sud-est des  États-Unis avait seulement le Wordien et le Capitanien comme subdivisions du Guadalupien. Pour corréler la stratigraphie du Permien du sud-est des États-Unis avec celle de la Russie, on est arrivé en 1968 à la conclusion qu'il fallait introduire un nouvel étage entre le Kungurien et le Wordien. Ce nouvel étage, le Roadien, doit son nom au Road Canyon Member, partie la plus inférieure de la Formation de Word et reconnu officiellement par l'IUGS en 2001.
| Période     | Époque        | Étage         | Âge (Ma)       |
| ----------- | ------------- | ------------- | -------------- |
| Trias       | inférieur     | Induen        | plus récent    |
| Permien     | Lopingien     | Changhsingien | 251,902–254,14 |
| Permien     | Lopingien     | Wuchiapingien | 254,14–259,51  |
| Permien     | Guadalupien   | Capitanien    | 259,51–264,28  |
| Permien     | Guadalupien   | Wordien       | 264,28–266,9   |
| Permien     | Guadalupien   | Roadien       | 266,9–273,01   |
| Permien     | Cisuralien    | Koungourien   | 273,01–        |
| Permien     | Cisuralien    | Artinskien    | –290,1         |
| Permien     | Cisuralien    | Sakmarien     | 290,1–293,52   |
| Permien     | Cisuralien    | Assélien      | 293,52–298,9   |
| Carbonifère | Pennsylvanien | Gzhélien      | plus ancien    |

Le début de l'étage est défini comme le moment de l'apparition stratigraphique de fossiles de l'espèce de conodontes Jinogondolella nankingensis. Le point stratotypique mondial est situé dans le Stratotype Canyon dans les montagnes Guadalupe au Texas et a pour coordonnées 31° 52′ 36,1″ N, 104° 52′ 36,5″ O. La fin du Roadien (et le début du Wordien) est défini comme le moment de l'apparition stratigraphique de fossiles de l'espèce de conodontes Jinogondolella aserrata.

## Biodiversité
Certaines études ont suggéré que la lacune d'Olson, pendant laquelle on constate la disparition de nombreux taxons, est survenue au début du Guadalupien (Roadien, Wordien). Cependant, la résolution stratigraphique de ces études suggère seulement que cette crise potentielle est survenue autour de la limite Koungurien/Roadien,. Des études avec une résolution stratigraphique plus fine suggèrent plutôt que ces disparitions résultent d'une érosion graduelle de la biodiversité pendant environ 20 Ma, du Sakmarien au Koungourien,.